# Sorghastrum viride
Sorghastrum viride är en gräsart som beskrevs av Jason Richard Swallen. Sorghastrum viride ingår i släktet Sorghastrum och familjen gräs. Inga underarter finns listade i Catalogue of Life.